# Fleygastong
Fleygastong (færøsk for fuglefangststang – fra fleyga = at fange fugle i luften) er en fuglefængerketcher på Færøerne, hvormed fanges lunder og andre fugle i fuglebjerge.
Stangen består af bambus eller glasfiber og er ca. 3,5 m lang. På enden er 2 stangearme fastbundet, som danner et V-tegn. Mellem de to arme fæstnes et net. På den anden ende af stangen findes en pig for at kunne ramme den i jorden.